# Afslankproduct
Afslankproducten, afslankmiddelen of vermageringmiddelen zijn een breed scala aan voeding en voedingssupplementen die specifiek gericht zijn op afslanken (vermagering of gewichtsverlies).
Een van de bekendste en effectiefste doch ook een van de meest omstreden middelen is amfetamine (speed). Dit werd in de jaren dertig als afslankmiddel op de markt gebracht, maar al vrij snel bleek dat langdurig gebruik meer na- dan voordelen had en in veel gevallen zelfs levensbedreigend kon zijn.

## Efedrine
Efedrine (ook wel bekend als zeedruif), een aan amfetamine verwant (maar niet chemisch en een stuk milder) middel, is populair als afslankmiddel. Efedrine is  populair bij bodybuilders (in combinatie met aspirine en cafeïne, onder de merknaam "stackers"), maar ook bij het algemene publiek en in de topsport.
In de topsport werd efedrine begin jaren 1990 verboden omdat het dezelfde (oneerlijke) prestatieverhogende eigenschappen zou hebben als het inmiddels verboden amfetamine, bovendien is in de dopingtest zeer moeilijk onderscheid te maken tussen deze middelen omdat de chemische verwantschap zeer groot is en efedrine een positief amfetamine-resultaat oplevert en vice versa.
Sinds het begin van de 21e eeuw mag efedrine helemaal niet meer verkocht worden in Nederland omdat een aantal mensen ernstige gezondheidsklachten zou hebben gekregen door langdurig gebruik van dit middel. Onderzoek wijst uit dat dit bij gezonde mensen alleen bij langdurig gebruik van een hoge dosering in combinatie met ondervoeding en te weinig (nacht)rust kan optreden.

## Producten
Binnen de productgroep afslankproducten wordt onderscheid gemaakt tussen:
- Maaltijdvervangers

Supplementen die een 'normale' maaltijd vervangen, vaak in de vorm van een milkshake, een in water of melk oplosbaar poeder, of een reep.
- Vetblokkers

Supplementen die de opname van vet uit voeding, in het lichaam, tegengaan.
- Vetverbranders

Supplementen die bijdragen aan de verbranding van in het lichaam opgeslagen vetten.
- Koolhydratenblokkers

Supplementen die de opname van koolhydraten uit voeding, in het lichaam, tegengaan.
- Overige afslankproducten

Supplementen die anderszins een bijdrage leveren aan afvallen c.q. afslanken, door bijvoorbeeld de regulatie van de bloedsuikerspiegel (CLA) of het tegengaan van het hongergevoel (chroom).